# Pehr Juslén
Pehr Juslén, född 2 november 1739 i Åbo, död 5 april 1794 i Stockholm, var en svensk författare, hovrättsassessor och justitieråd.
Pehr Juslén var son till hovrättsrådet Pehr Jusleen. Han blev 1749 student vid universitetet i Åbo och magister 1757 vid universitetet. 1759 bkev Hyskén extraordinarie kanslist vid riksarkivet i Stockholm, 1761 kopist, 1766 ordinarie kanslist, 1768 registrator samt 1771 aktuarie. 1773 blev han assessor vid Åbo hovrätt, var 1789-1793 ledamot av Högsta domstolen och blev 1793 revisionssekreterare.
Pehr Juslén var även verksam som författare, dock helt anonymt och hans författarskap är därför svårt att kartlägga. Han var medlem av Utile Dulci och skall från 1772 ha varit ledare för dess vittra avdelning. Efter sin överflyttning till Åbo 1773 blev han medlem av Aurorasällskapet. 1768-1769 var han medarbetare i tidskriften Posten och 1771 i Åskådaren och från 1773 i Tidningar utgifne af et sällskap i Åbo.